# Xavier F. Salomon
Xavier F. Salomon (ur. 1979 w Rzymie) – brytyjski krytyk sztuki, główny kurator sztuki w The Frick Collection w Nowym Jorku. Jest cenionym znawcą sztuki Paolo Veronese.
Urodził się i wychował w Rzymie. Posiada brytyjskie obywatelstwo – jego matka jest Angielką, a ojciec Duńczykiem.

## Publikacje
- (2009) – Paolo Veronese: the Petrobelli Altarpiece
- (2010) – Masterpieces of European Painting from Dulwich Picture Gallery
- (2012) – Van Dyck in Sicily: 1624-1625 Painting and the Plague
- (2014) – Goya and the Altamira family
- (2014) – Veronese (National Gallery London)
- (2016) – Van Dyck: The Anatomy of Portraiture
- (2016) – The Art of Guido Cagnacci